# Líšťany (okres Louny)
Líšťany jsou obec v okrese Louny v Ústeckém kraji. Žije v ní 473 obyvatel.

## Název
Název vesnice je odvozen od její polohy obklopené porosty lísek, tj. lískovím (původně líštím). Postupným jazykovým vývojem se starší tvar Léščany změnil na Líšťany. V historických pramenech se jméno objevuje ve tvarech: de Leszan (1346), de Lezczan (1347), de Leschczan (1349), Lescznan (1392), Lesczan (1395), Léšťany (1454), Lesstiany (1538), Wlisstianech (1545) a Lischtian (1846).

## Historie
První písemná zmínka o vsi pochází z roku 1346. Tehdy vystupuje na listině týkající se Pochvalova šlechtic Jindřich Slejda z Líšťan. Jeho existence je doložena až do roku 1362. Ve druhé polovině 14. století získal vesnici Albrecht z Kolovrat, který její velkou část daroval klášteru v Ročově. V roce 1523 získali ročovské panství včetně ročovské části Líšťan Lobkovicové.[zdroj⁠?!] Další díl vesnice patřil do panství Cítoliby, které vlastnili Hruškové z Března. Adam Jindřich Hruška z Března byl po potlačení stavovského povstání v letech 1618–1620 odsouzen ke konfiskaci třetiny majetku, která zahrnovala i Líšťany.
Berní rula z roku 1654 uvádí, že 34 usedlostí v Líšťanech patřilo k Ročovu, jedenáct k Cítolibům a jedna k Postoloprtům.
Vesnice byla třicetiletou válkou zničena. 27 statků bylo pustých, z toho všechny patřící ročovskému klášteru. Další pramen, soupis poddaných podle víry z roku 1651, uvádí ve vsi 37 žijících obyvatel. V 18. století obnovili ročovští augustiniáni ve vsi hospodářský dvůr a zřídili v něm kapli svatých Jana a Pavla.

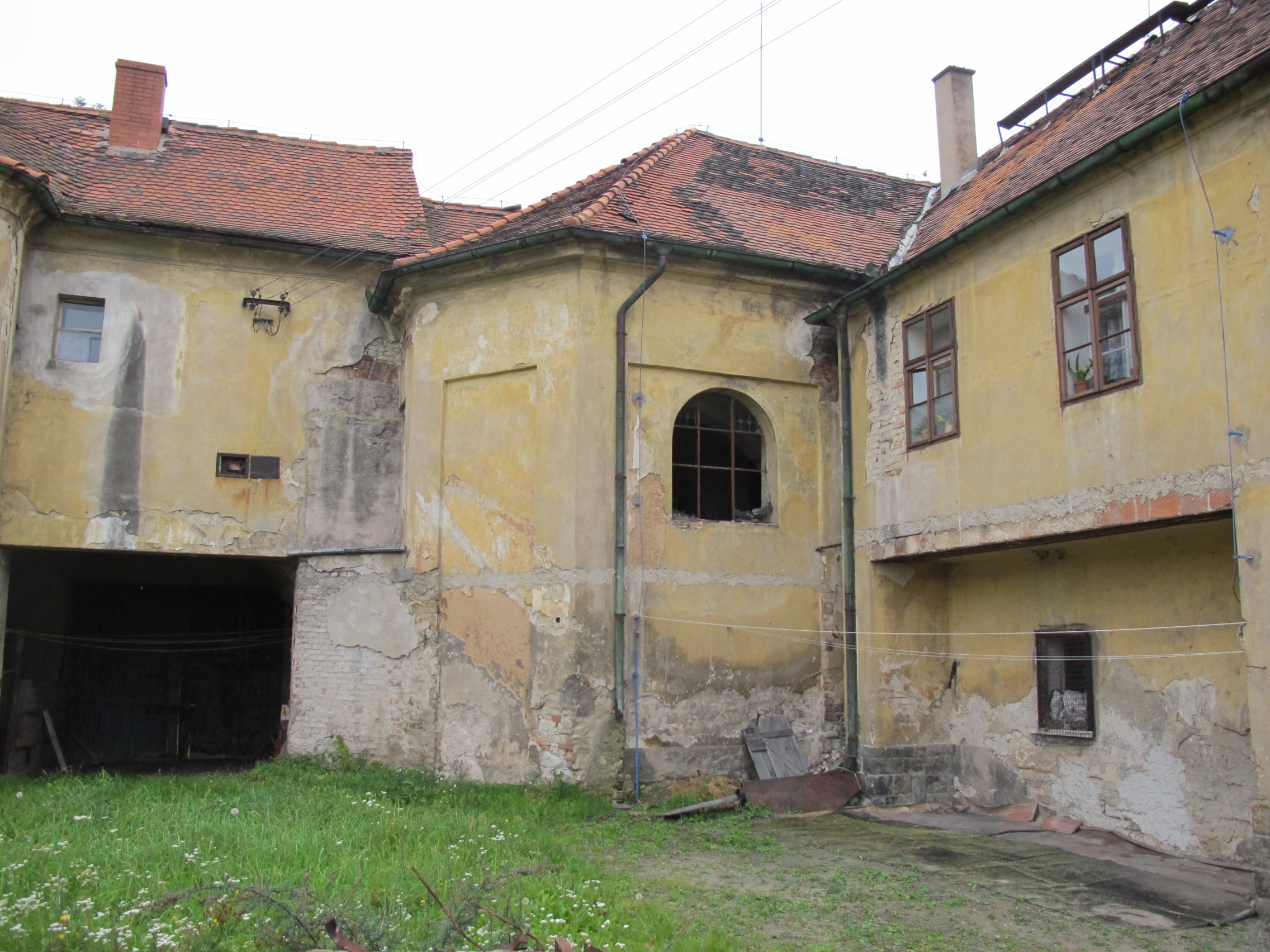
Presbytář kaple svatého Jana a Pavla v hospodářském dvoře

Přesné údaje týkající se počtu obyvatel jsou k dispozici pro první polovinu 19. století. Roku 1828 žilo v Líšťanech v 84 domech 451 obyvatel, roku 1846 pak 551 obyvatel včetně jedné židovské rodiny.
V roce 1870 byla v obci postavena školní budova, do té doby navštěvovaly děti školu v Cítolibech. V témže roce byl založen první spolek s názvem Horymír. Jeho záměrem bylo vypátrat na líšťanském katastru uhelnou sloj. Spolek hasičů vznikl roku 1880, Sokol v roce 1913. Elektrifikace vesnice byla zahájena roku 1924, o šest let později byla elektřina zavedena do všech domácností. Události v obci za první republiky zachytil podrobně místní rolník Erazim Mecker. V parlamentních volbách za první republiky vítězili v Líšťanech střídavě sociální demokraté, komunisté a agrárníci.
Po únoru 1948 bylo v rámci akce K násilím vystěhováno pět sedláků, zbývající vstoupili do jednotného zemědělského družstva. Líšťany postupně ztrácely zemědělský charakter, velká část obyvatel dojížděla za prací do Loun. Roku 1974 byla otevřena novostavba kulturního domu. Při reformě státní správy byly Líšťany k 1. lednu 1981 administrativně přičleněny k Lounům, samostatnost s vlastním obecním úřadem získaly k 1. lednu 1992. Obec je členem zájmového sdružení Mikroregion Lounské podlesí, založeného roku 2003.

## Obyvatelstvo
| Rok            | 1869 | 1880 | 1890 | 1900 | 1910 | 1921  | 1930 | 1950 | 1961 | 1970 | 1980 | 1991 | 2001 | 2011 | 2021 |
| -------------- | ---- | ---- | ---- | ---- | ---- | ----- | ---- | ---- | ---- | ---- | ---- | ---- | ---- | ---- | ---- |
| Počet obyvatel | 630  | 762  | 852  | 934  | 966  | 1 019 | 967  | 679  | 631  | 550  | 510  | 379  | 402  | 447  | 457  |
| Počet domů     | 98   | 110  | 133  | 143  | 153  | 191   | 231  | 228  | 215  | 200  | 183  | 218  | 226  | 232  | 241  |

## Pamětihodnosti
- Barokní hospodářský dvůr čp. 1 s kaplí svatého Jana a Pavla zřejmě z počátku 18. století. Kaple byla restaurována roku 2012.
- Kříž z 18. století s reliéfem Bolestné Panny Marie v nice
- Výklenková kaplička u cesty na Zeměchy z 18. století
- Výklenková kaplička uprostřed polí v severozápadním okraji katastrálního území, snad z počátku 19. století
- Pomník věnovaný památce padlých legionářů z roku 1922

## Rodáci
- Zdeněk Kovanda (1922–1999), cyklistický reprezentant, mistr republiky v roce 1942, později reprezentační trenér
- Josef Šedivý (1925–2008), přírodovědec, 1952–1994 vědecký pracovník Výzkumného ústavu rostlinné výroby v Praze-Ruzyni. Zabýval se problematikou ochrany rostlin, odborník na blanokřídlý hmyz. Pedagogicky činný. Autor a spoluautor 19 odborných publikací a přibližně 90 studií.

## Galerie

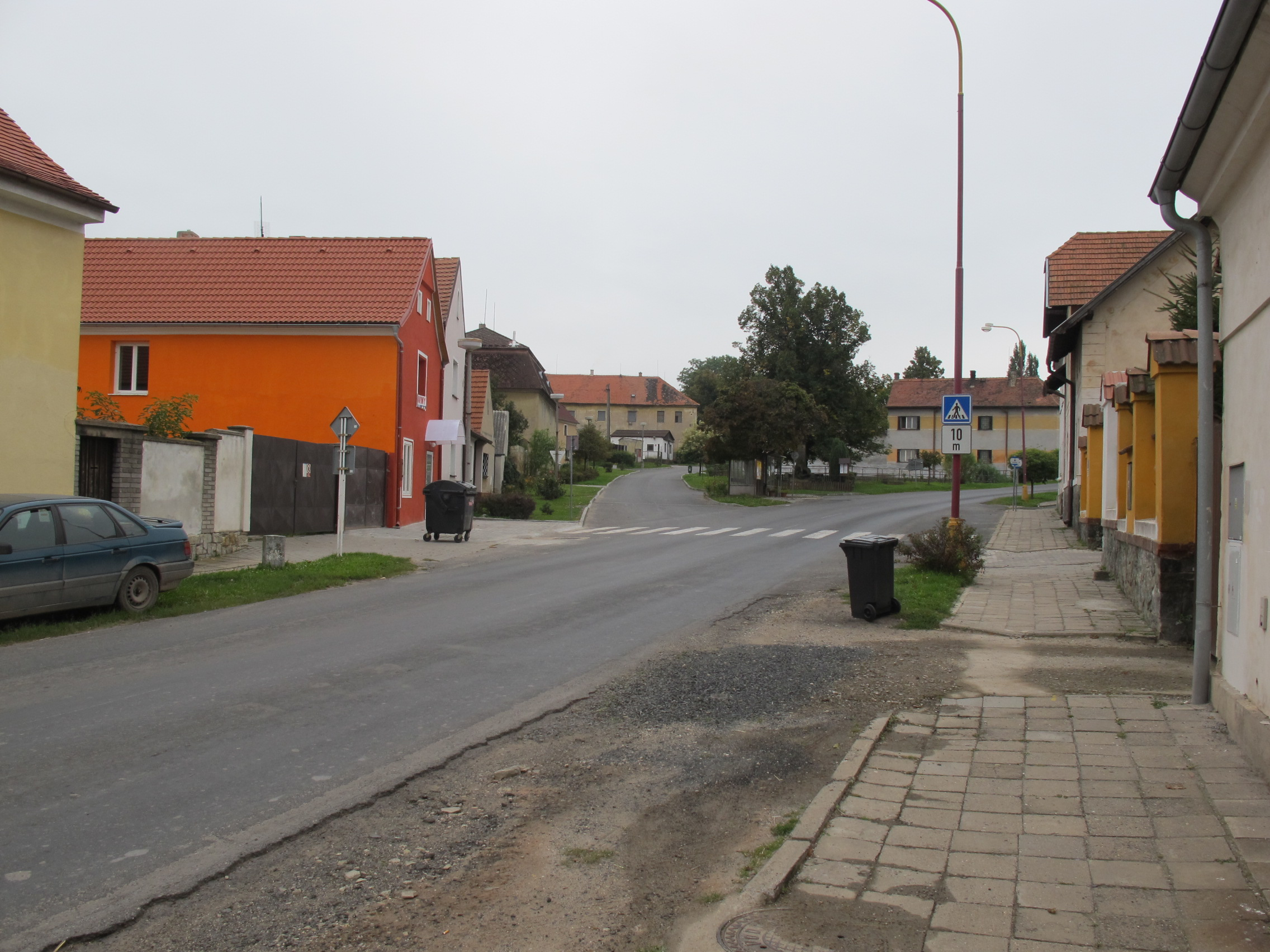
Náves
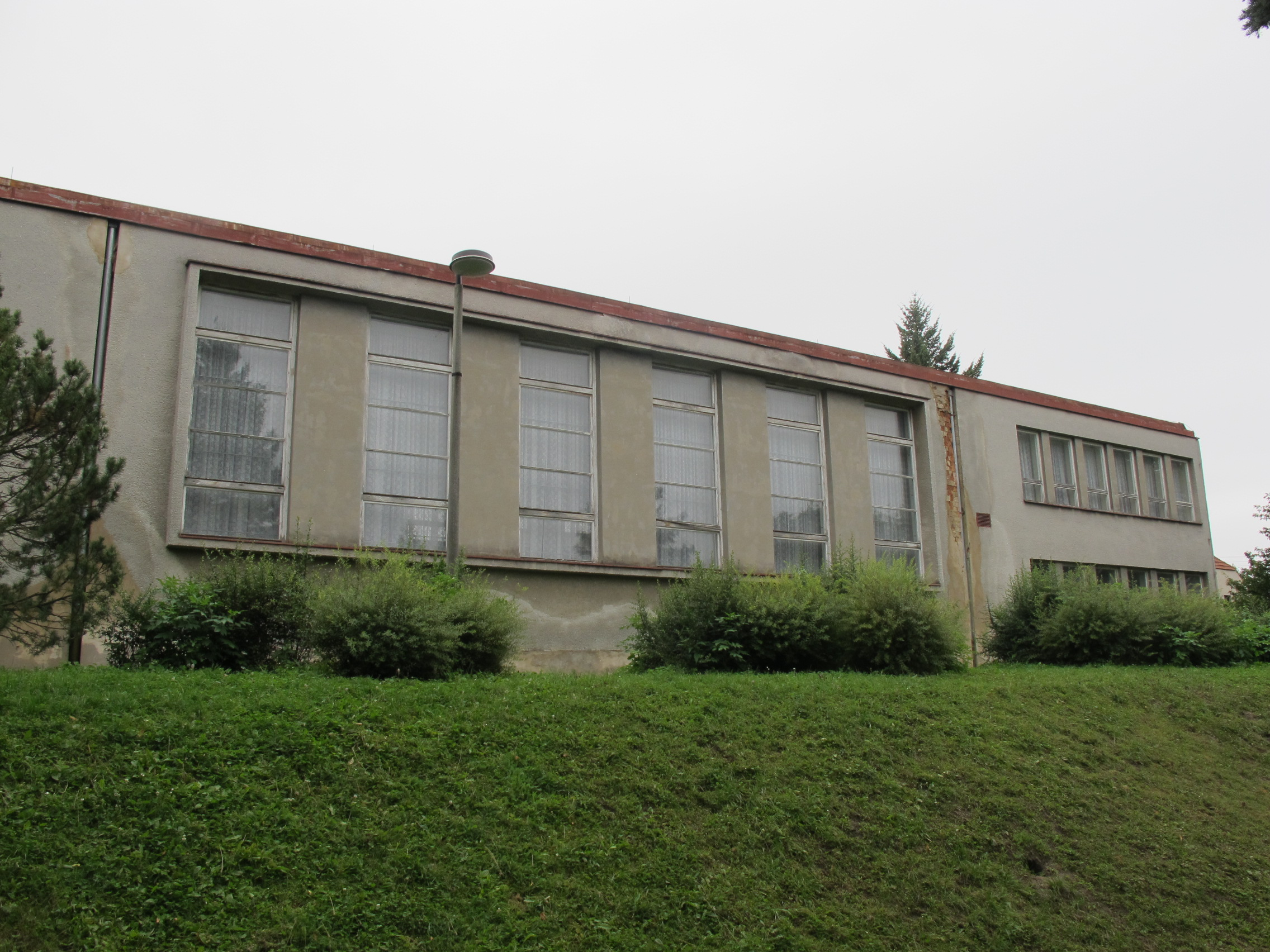
Kulturní dům
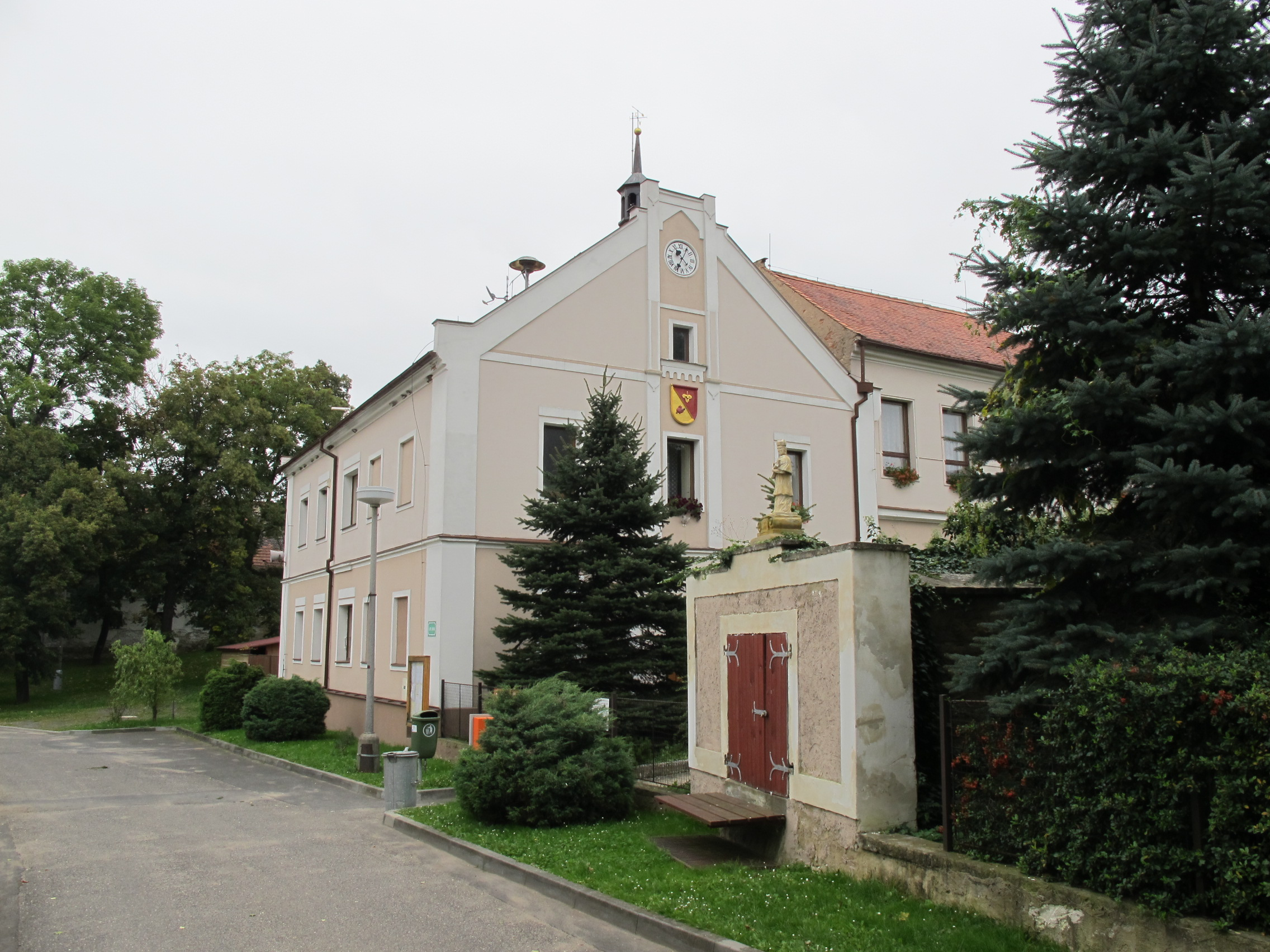
Obecní úřad
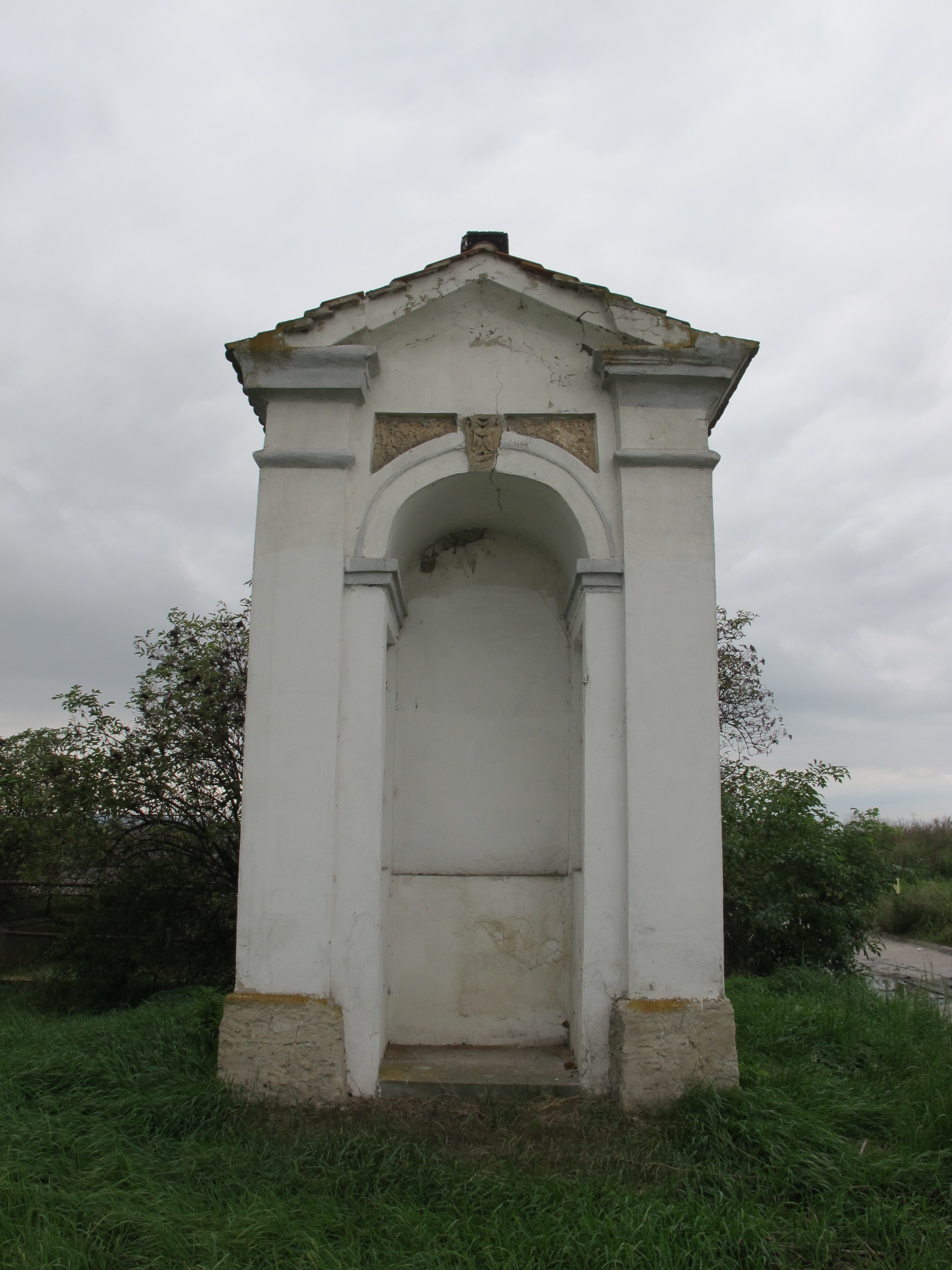
Kaplička při cestě na Zeměchy
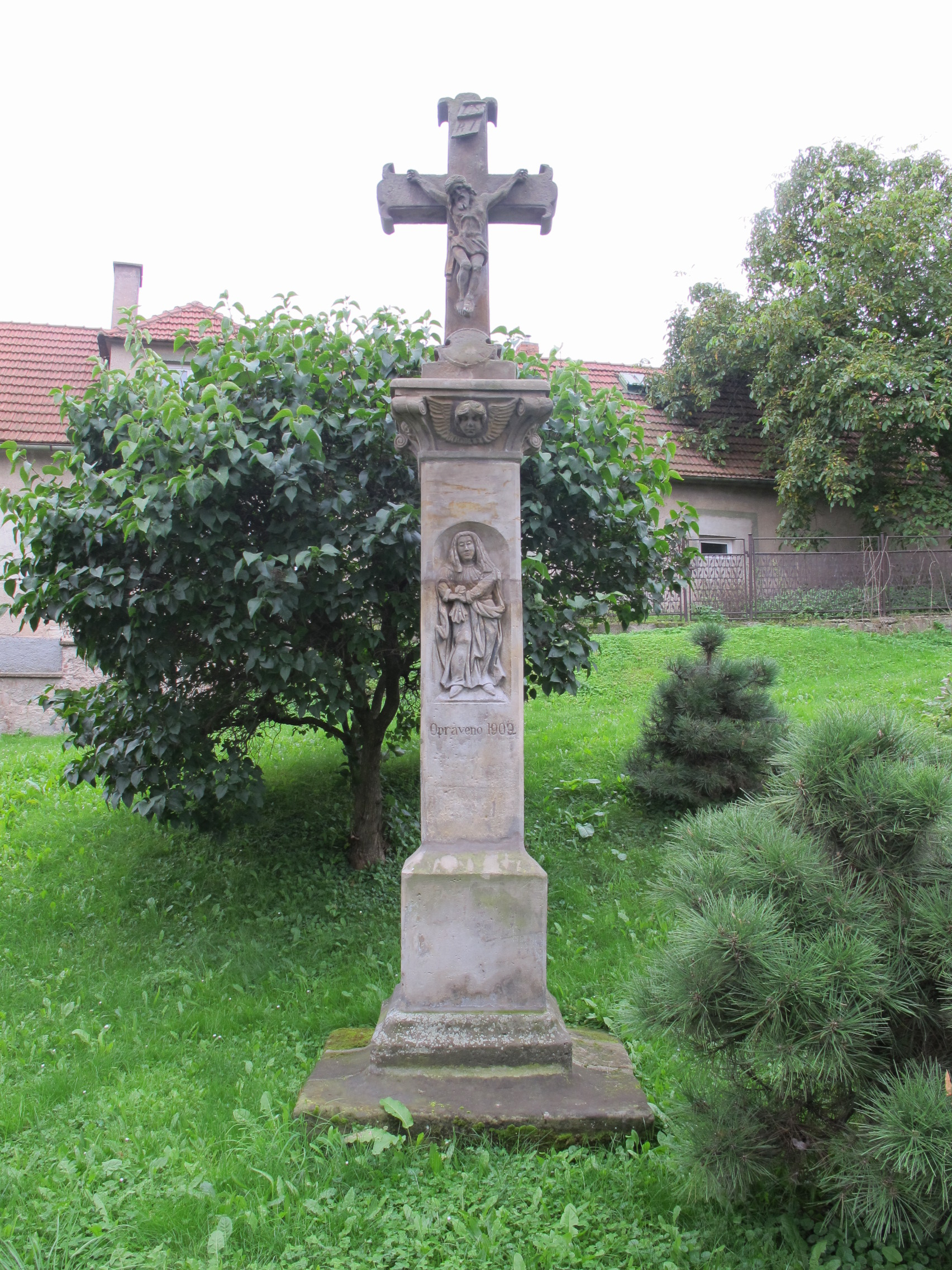
Kříž s reliéfem Panny Marie
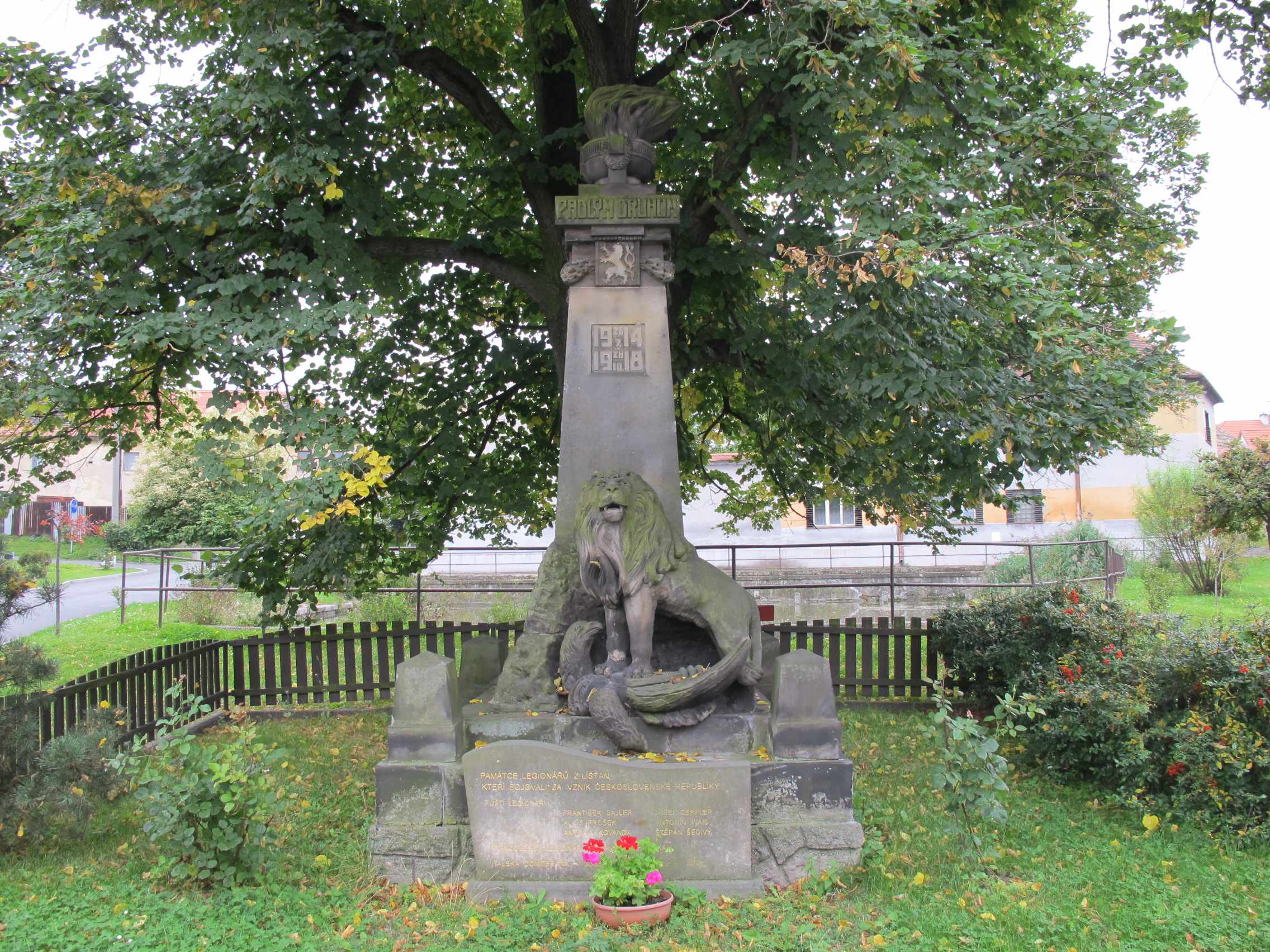
Pomník padlým v první světové válce